# Mái phản xạ

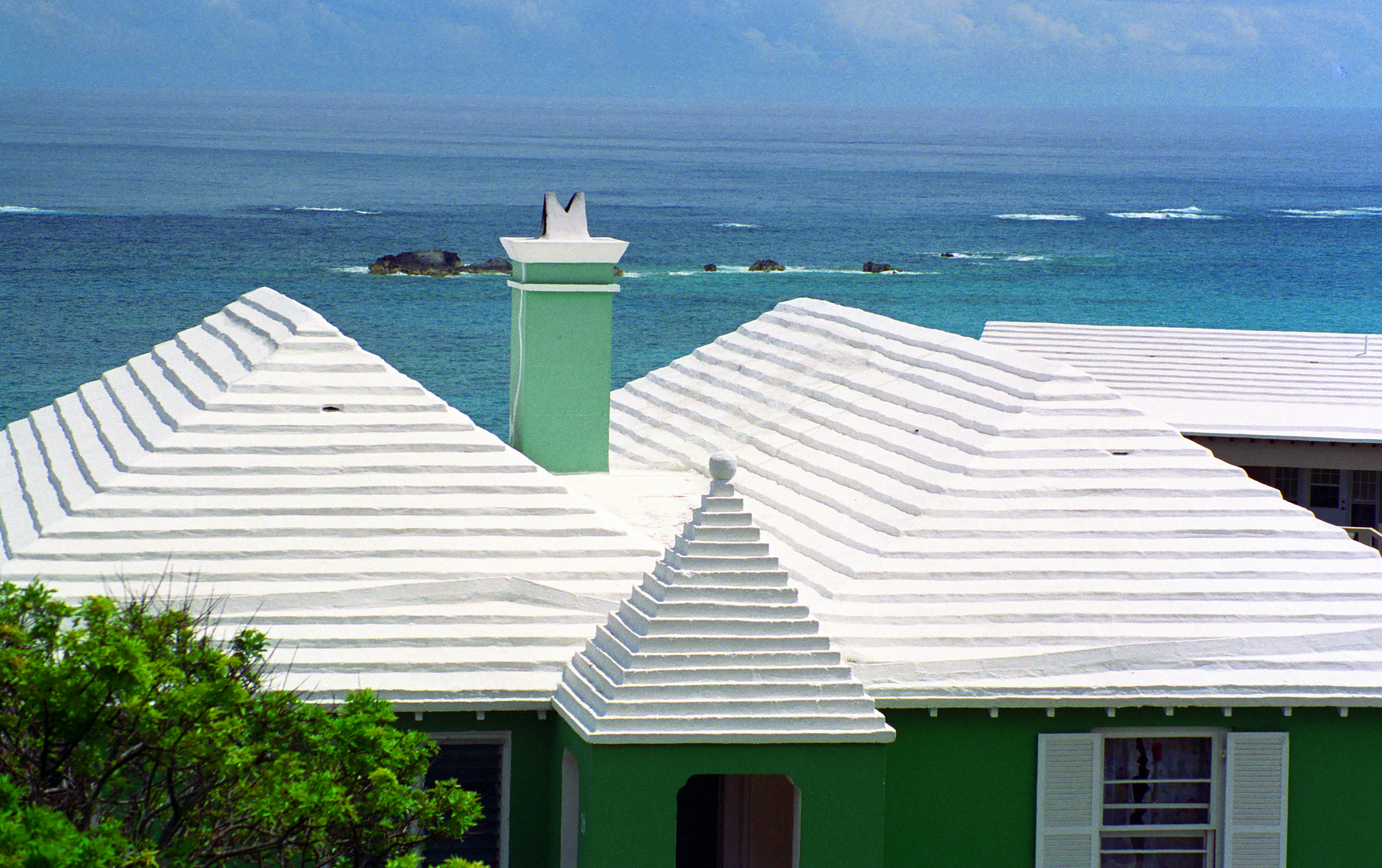
Các mái nhà trắng ở Bermuda.

Mái phản xạ là các loại mái nhà, hoặc bề mặt của công trình xây dựng nói chung, có thể mang lại độ phản xạ ánh sáng Mặt Trời cao, bao gồm khả năng phản xạ ở các bước sóng khả kiến, hồng ngoại và cực tím của bức xạ Mặt Trời, để làm giảm sự truyền nhiệt vào trong tòa nhà, và có độ phát xạ nhiệt cao, giúp tỏa ra không gian bên ngoài năng lượng đã bị hấp thụ từ Mặt Trời. Việc ứng dụng các mái phản xạ, hoặc tổng quát là các bề mặt phản xạ, được coi là một trong các kỹ thuật khí hậu, để quản trị bức xạ Mặt Trời.
Loại bề mặt phản xạ được ứng dụng nhiều là mái mát. Mái nhà mát thường có màu trắng, tuy nhiên cũng có thể có màu sắc khác, và được làm từ nhiều loại vật liệu khác nhau, cho các tòa nhà thương mại và dân dụng. Các chất tạo màu cho vào mái nhà để chúng phản xạ tốt, cho phép chúng đạt các chỉ số đánh giá tốt, ví dụ như chỉ số Energy Star, ngay cả với màu tối, thậm chí là màu đen.
Các ô tô phản chiếu năng lượng mặt trời, còn gọi là các ô tô mát, hấp thụ ít năng lượng Mặt Trời hơn các ô tô màu tối, làm giảm lượng nhiệt truyền vào bên trong xe, do đó, giảm nhu cầu điều hòa không khí, giảm tiêu thụ nhiên liệu và phát thải khí nhà kính và các chất ô nhiễm không khí đô thị.

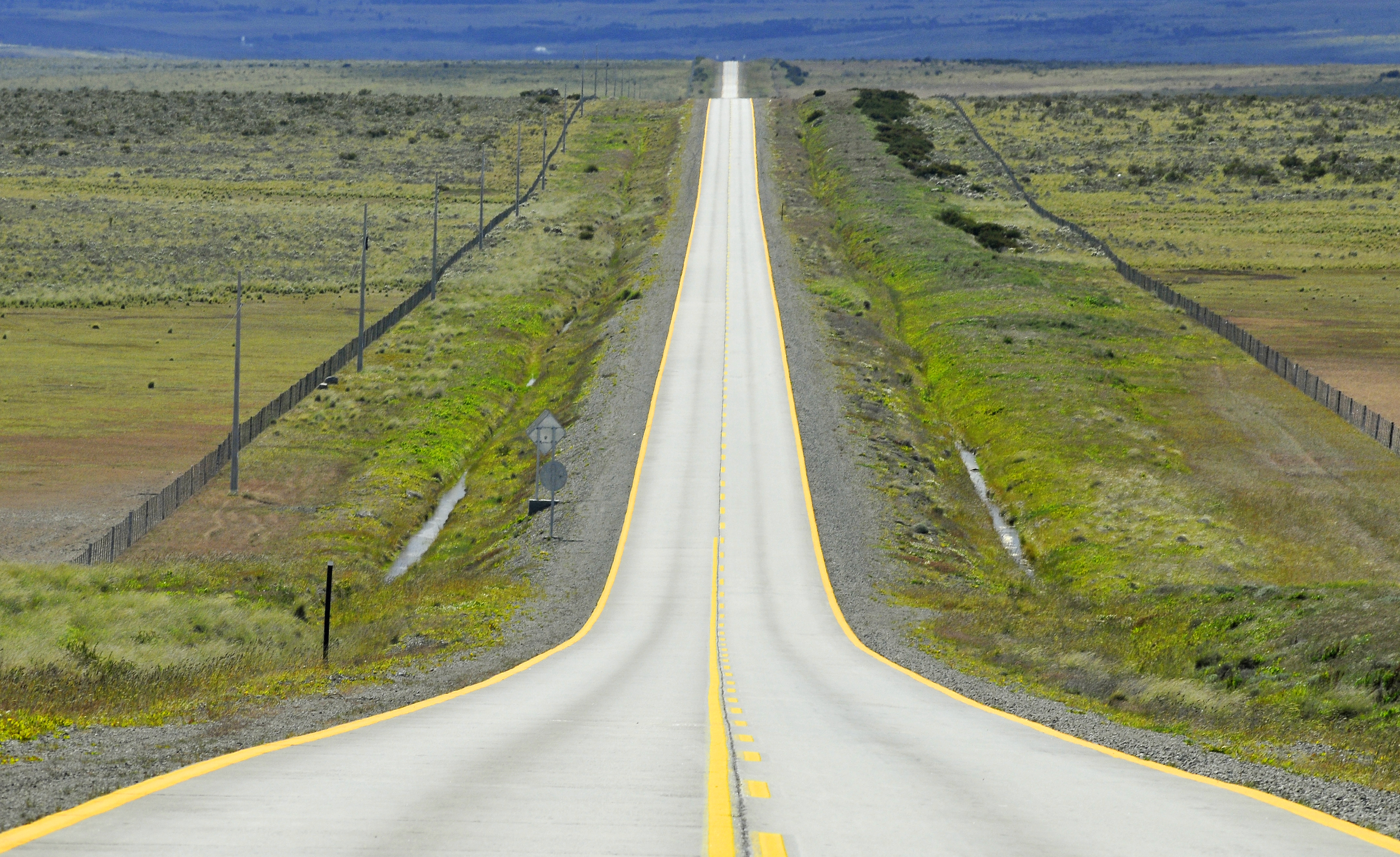
Đường bê tông sáng màu chống nóng tại Chile.

Các bãi đỗ xe có màu mát là các bãi đỗ xe được sơn phủ bằng một lớp sơn phản chiếu. Mặt đường mát được thiết kế để phản xạ bức xạ mặt trời có thể sử dụng hỗn hợp các lớp phủ phản chiếu, các lớp mặt đường thấm và mặt đường có thảm thực vật.

## Tính chất
Khi ánh sáng Mặt Trời chiếu xuống một mái nhà màu trắng, phần lớn nó bị phản xạ và truyền ngược lại bầu khí quyển vào không gian. Nhưng khi ánh sáng Mặt Trời chiếu vào một mái nhà tối, khoảng 15% trong số đó bị phản xạ trở lại bầu trời, nhưng phần lớn năng lượng của nó được hấp thụ vào hệ thống mái nhà dưới dạng nhiệt. Nhiệt hấp thụ làm nóng mái nhà và phát xạ trở lại không gian dưới dạng bước sóng điện từ dài hơn nhiều, được khí quyển hấp thụ. Các chất khí trong khí quyển hấp thụ mạnh nhất các bước sóng dài này được gọi là "khí nhà kính".
Mái nhà mát phản chiếu ánh sáng mặt trời nhiều hơn đáng kể và hấp thụ nhiệt ít hơn so với mái màu tối truyền thống.

Suất phản chiếu của một số loại mái. (1) Mái nhựa đường: 0,03-0,18 (2) Tôn lượng sóng: 0,10-0,15 (3) Mái nâu đỏ: 0,10-0,35 (4) Mái màu: 0,15-0,35 (5) Mái cỏ: 0,30-0,50 (6) Sơn trắng: 0,50-0,90 (7) Mái phản xạ mạnh: 0,60-0,70.

Có hai thuộc tính được sử dụng để đo lường hiệu ứng của mái nhà mát:
- Độ phản xạ, còn được gọi là suất phản chiếu, là khả năng phản xạ ánh sáng Mặt Trời. Nó được biểu thị dưới dạng phân số thập phân hoặc phần trăm. Nó bằng tỷ lệ giữa phần năng lượng Mặt Trời bị bề mặt phản xạ trở lại không gian so với năng lượng Mặt Trời chiếu vào bề mặt. Giá trị 0 chỉ ra rằng bề mặt hấp thụ tất cả các bức xạ Mặt Trời và giá trị 1 (hoặc 100%) thể hiện phản xạ toàn phần.
- Độ phát xạ nhiệt là khả năng phát xạ trở ra môi trường xung quanh lượng nhiệt đã hấp thụ, thường là phát xạ ở bước sóng dài hơn ánh sáng. Nó cũng được biểu thị dưới dạng phân số thập phân giữa 0 và 1 hoặc tỷ lệ phần trăm. Nó bằng tỷ lệ giữa công suất phát xạ trên một đơn vị diện tích bề mặt mái, ở một nhiệt độ nhất định, so với công suất phát xạ của vật đen tuyệt đối có cùng diện tích và ở cùng nhiệt độ.

Một phương pháp khác để đánh giá độ mát là chỉ số phản xạ mặt trời (SRI), kết hợp cả độ phản xạ và độ phát xạ vào một giá trị duy nhất. SRI đo khả năng của mái nhà để loại bỏ nhiệt mặt trời, được xác định sao cho màu đen tiêu chuẩn (độ phản xạ 0,05, độ phát xạ 0,90) là 0 và màu trắng tiêu chuẩn (độ phản xạ 0,80, độ phát xạ 0,90) là 100.
Một chỉ số SRI hoàn hảo là khoảng 122, giá trị cho một chiếc gương hoàn hảo, không hấp thụ ánh sáng mặt trời và có độ phát xạ rất thấp. Vật liệu thực tế duy nhất đạt gần được đến mức này là thép không gỉ có SRI là khoảng 100 đến 115. Mái nhà có độ phản xạ cao, độ phát xạ thấp duy trì nhiệt độ rất gần với môi trường xung quanh mọi lúc, ngăn nhiệt truyền vào ở vùng khí hậu nóng và giảm thiểu thất thoát nhiệt ở vùng khí hậu lạnh.
Ở một số vùng ôn đới nơi có nhiều ngày sưởi ấm hơn ngày làm mát, mái mát màu trắng có thể không hiệu quả về mặt năng lượng do có thể làm tăng chi phí sưởi ấm trong mùa đông. Theo Cơ quan Thông tin Năng lượng Hoa Kỳ, Khảo sát tiêu thụ năng lượng của các tòa nhà thương mại năm 2003, nhu cầu sưởi ấm chiếm 36% tiêu thụ năng lượng hàng năm của các tòa nhà thương mại, trong khi điều hòa không khí chỉ chiếm 8% tại Hoa Kỳ. Máy tính năng lượng thường cho thấy một khoản tiết kiệm ròng hàng năm cho các hệ thống mái tối màu ở vùng khí hậu lạnh.
Một mái nhà hoàn hảo sẽ không hấp thụ nhiệt vào mùa hè và không mất nhiệt vào mùa đông. Để làm điều này, nó sẽ cần một SRI rất cao để loại bỏ hấp thụ nhiệt trong mùa hè và tổn thất trong mùa đông. Mái nhà SRI cao hoạt động như một rào cản phát xạ, cung cấp hiệu ứng bình giữ nhiệt. Còn mái nhà có độ phát xạ cao sẽ gây mất nhiệt bức xạ vào mùa lạnh. Các mái nhà bằng kim loại có khả năng phản chiếu tốt, như thép không gỉ, vừa có SRI cao, vừa không có độ phát xạ, thích hợp cho mùa hè, và không gây mất nhiệt vào mùa đông.

## Ưu nhược điểm
Mái nhà mát, ở vùng khí hậu nóng, có thể mang lại cả lợi ích trước mắt và lâu dài bao gồm:
- Tiết kiệm tới 15% mức sử dụng năng lượng điều hòa không khí hàng năm của tòa nhà một tầng [12]
- Giúp giảm thiểu hiệu ứng đảo nhiệt đô thị.[13]
- Giảm ô nhiễm không khí và khí thải nhà kính, cũng như bù đắp đáng kể tác động nóng lên của khí nhà kính.[14]

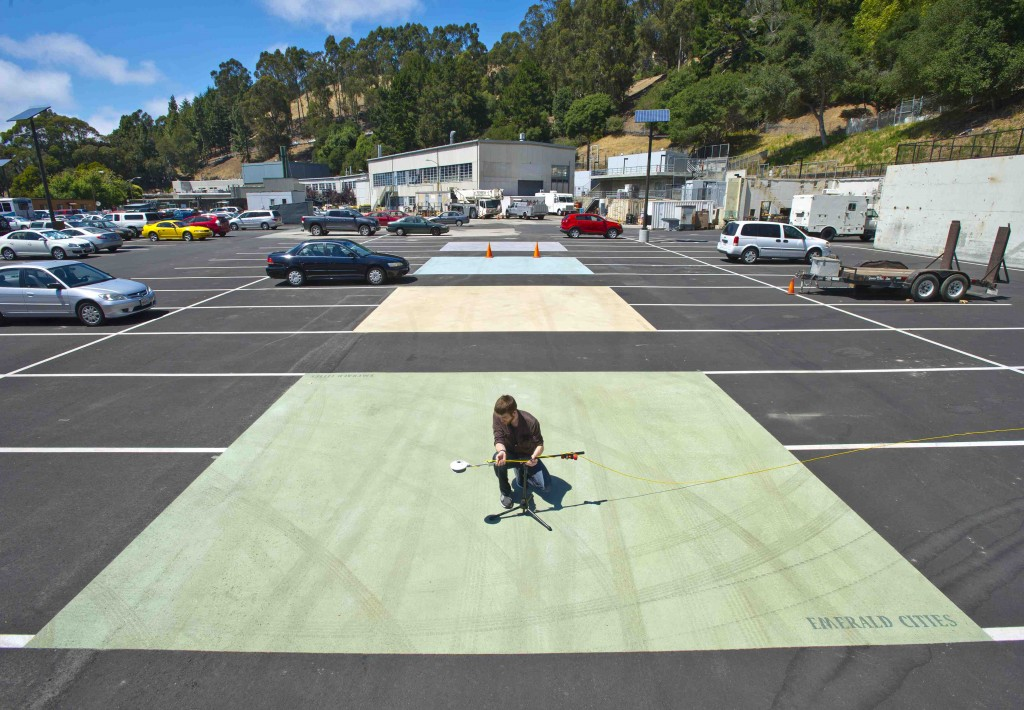
Nhóm nghiên cứu về đảo nhiệt đô thị, ở Phòng thí nghiệm Quốc gia Lawrence Berkeley, đang tăng độ phản xạ cho một phần của bãi đỗ xe của phòng thí nghiệm này.

Các chương trình công trình xanh ủng hộ việc sử dụng tấm lợp mát để giảm thiểu hiệu ứng đảo nhiệt đô thị, và giảm thiểu hệ quả của hiệu ứng này đến chất lượng không khí kém hơn (dưới dạng khói bụi). Một hòn đảo nhiệt đô thị xảy ra khi cơ sở hạ tầng hấp thụ nhiệt mạnh, như bãi đỗ xe nhựa đường tối và vỉa hè và mái nhà màu đen, kết hợp với thảm thực vật thưa thớt, làm tăng nhiệt độ không khí lên 1 đến 3 °C so với nhiệt độ ở vùng nông thôn xung quanh. Bằng cách phản chiếu ánh sáng mặt trời, mái nhà sáng màu giảm sự tăng nhiệt độ và giảm sử dụng năng lượng làm mát và, do đó, giảm khói bụi. Một nghiên cứu của LBNL cho thấy, nếu các chiến lược giảm thiểu hiệu ứng này, bao gồm cả mái nhà mát, được áp dụng rộng rãi, khu vực đô thị Greater Toronto có thể tiết kiệm hơn 11 triệu đô la hàng năm cho chi phí năng lượng.
Tương tự với mái nhà, các ô tô phản xạ tốt, như là xe màu bạc hoặc màu trắng, mát hơn các xe ô tô màu đen. Trong một thí nghiệm xe để dưới trời nắng, xe màu bạc có nhiệt độ nóc xe thấp hơn khoảng 20 độ C so với xe màu đen, và bên trong cabin xe màu bạc mát hơn cabin xem màu đen khoảng 5 đến 6 độ C. Điều này dẫn đến tiết kiệm năng lượng chạy điều hòa làm mát xe. Xe màu trắng hoặc bạc tiết kiệm nhiên liệu hơn xe màu đen khoảng 2%; cắt giảm phát thải khí cacbonic khoảng 1,9%, và cắt giảm các khí thải khác khoảng 1%.
Mái nhà mát cho phép tiết kiệm năng lượng làm mát trong mùa hè nóng, nhưng có thể làm tăng tiêu thụ năng lượng sưởi ấm trong mùa đông lạnh, vì làm giảm khả năng hấp thụ năng lượng Mặt Trời trong mùa đông. Do đó, tổng tiết kiệm năng lượng cả năm, của mái nhà mát tùy thuộc vào khí hậu. Tuy nhiên, một nghiên cứu về hiệu quả năng lượng năm 2010, xem xét vấn đề này đối với các tòa nhà thương mại có điều hòa trên khắp Hoa Kỳ, cho thấy rằng tiết kiệm khi làm mát vào mùa hè thường vượt trội hơn so với tăng tiêu năng lượng sưởi ấm vào mùa đông, ngay cả ở vùng khí hậu lạnh gần biên giới Canada. Tác động tích cực này bao gồm cả tiết kiệm điện năng và giảm khí thải.
Nếu không bảo trì lớp sơn phủ làm mát, giữ cho chúng ở trạng thái sạch sẽ, việc tiết kiệm năng lượng của mái nhà mát có thể giảm dần theo thời gian, do xuống cấp về suất phản chiếu.
Nghiên cứu và quan sát dựa trên kinh nghiệm thực tế cho thấy, nhiệt từ Mặt Trời là yếu tố ảnh hưởng mạnh nhất đến độ bền của vật liệu mái che. Nhiệt độ cao và biến đổi mạnh, theo mùa hoặc hàng ngày, ở các bề mặt che phủ làm giảm tuổi thọ của chúng. Nếu làm giảm sự biến động nhiệt độ, sẽ làm giảm mức độ thiệt hại cho các lớp che phủ. Ví dụ như, phủ lên mái vật liệu phản xạ tia cực tím và hồng ngoại sẽ làm giảm thiệt hại do tia cực tím và nhiệt. Các bề mặt vốn dĩ có màu trắng, hoặc được phủ màu trắng, hoặc phủ sỏi trắng dường như là cách tiếp cận tốt nhất để kiểm soát những vấn đề nêu trên, khi các bề mặt này phải tiếp xúc với bức xạ Mặt Trời.
Một nghiên cứu năm 2011 của các nhà nghiên cứu tại Đại học Stanford đã phát hiện ra rằng, mặc dù mái phản chiếu làm giảm nhiệt độ trong các tòa nhà và giảm thiểu "hiệu ứng đảo nhiệt đô thị", nhưng chúng thực sự có thể làm tăng nhiệt độ toàn cầu. Do các mái nhà mát làm tăng tiêu thụ năng lượng sưởi ấm vào mùa đông. Tuy nhiên, điều này chỉ áp dụng cho những khu vực có nhiệt độ mùa đông thấp - không phải khí hậu nhiệt đới. Ngoài ra, những ngôi nhà ở những khu vực nhận được tuyết trong những tháng mùa đông dường như không nhận được nhiệt nhiều hơn đáng kể từ những mái nhà tối hơn, vì chúng sẽ bị tuyết bao phủ hầu hết vào mùa đông. Một bài viết phản hồi có tiêu đề "Mái nhà mát và làm mát toàn cầu" của các nhà nghiên cứu thuộc Tập đoàn Heat Island tại Phòng thí nghiệm quốc gia Lawrence Berkeley, đã làm tăng thêm mối sự nghi ngờ về nghiên cứu nêu trên của Đại học Stanford, trích dẫn sự không chắc chắn được các tác giả ở Đại học Stanford thừa nhận, và các kết quả không có ý nghĩa thống kê và không đủ độ chi tiết trong phân tích các đóng góp mang tính địa phương cho các chu trình khí hậu toàn cầu.
Ngoài ra, nghiên cứu năm 2012 tại Trường Kỹ thuật Jacobs của Đại học California, San Diego, về sự tương tác giữa mặt đường mát và các tòa nhà xung quanh, cho thấy, trừ khi các tòa nhà gần đó được lắp kính phản chiếu hoặc các yếu tố giảm thiểu khác, bức xạ mặt trời phản chiếu từ mặt đường sáng màu có thể làm tăng nhiệt độ của các tòa nhà gần đó, làm tăng nhu cầu điều hòa không khí và sử dụng năng lượng.
Vào năm 2014, một nhóm các nhà nghiên cứu, dẫn đầu bởi Matei Georgescu, trợ lý giáo sư tại Trường Khoa học Địa lý và Quy hoạch Đô thị của Đại học Arizona và là nhà khoa học bền vững cao cấp tại Viện Bền vững Toàn cầu, đã khám phá tính hiệu quả tương đối của một số các công nghệ thích ứng phổ biến nhằm giảm sự nóng lên từ việc mở rộng đô thị. Kết quả nghiên cứu chỉ ra rằng các công nghệ này có thể chống lại sự gia tăng nhiệt độ, nhưng hiệu quả của chúng thay đổi theo mùa và phụ thuộc vào địa lý.
Cụ thể, những gì hoạt động tốt ở Thung lũng Trung tâm của California, chẳng hạn như mái nhà mát, không nhất thiết sẽ cung cấp lợi ích tương tự cho các khu vực khác, như Florida. Đánh giá các hậu quả vượt ra ngoài nhiệt độ gần bề mặt, chẳng hạn như lượng mưa và nhu cầu năng lượng, cho thấy sự đánh đổi quan trọng thường không được tính đến. Mái nhà mát đặc biệt hiệu quả cho các khu vực nhất định trong mùa hè. Tuy nhiên, trong mùa đông, việc triển khai mái nhà mát ở các địa điểm phía bắc, làm môi trường lạnh hơn và do đó làm tăng nhu cầu sưởi ấm. Tiết kiệm năng lượng đạt được trong mùa hè, đối với một số vùng, gần như bị mất hoàn toàn trong mùa đông, theo ông Georg Georgescu. Ở Florida, các mô phỏng cho thấy việc triển khai mái nhà mát làm giảm lượng mưa từ 2 đến 4 milimet mỗi ngày, là một lượng đáng kể - gần 50%, và sẽ có tác động đến nguồn nước, giảm dòng chảy và gây hậu quả tiêu cực đối với hệ sinh thái. Đối với Florida, mái nhà mát có thể không phải là cách tối ưu để chống lại hiệu ứng đảo nhiệt đô thị vì những hậu quả không lường trước được. Biến đổi khí hậu do đô thị gây ra phụ thuộc vào các yếu tố địa lý cụ thể phải được đánh giá khi lựa chọn các phương pháp tối ưu.
Hiệp hội Phát triển Copper đã tiến hành một số nghiên cứu, bắt đầu vào năm 2002, trong đó kiểm tra nhiệt độ của hệ thống dây điện bên trong ống dẫn nằm trên các mái nhà có màu sắc khác nhau. Các phát hiện kết luận rằng nhiệt độ trên mái nhà mát cao hơn nhiệt độ của vật liệu mái màu tối hơn. Điều này có thể là do bức xạ mặt trời bị phản xạ từ mái nhà sẽ chiếu đến, và bị hấp thụ bởi, các thiết bị trên mái nhà, như các đường ống.

## Các loại mái mát

### Mái nhà từ vật liệu mát

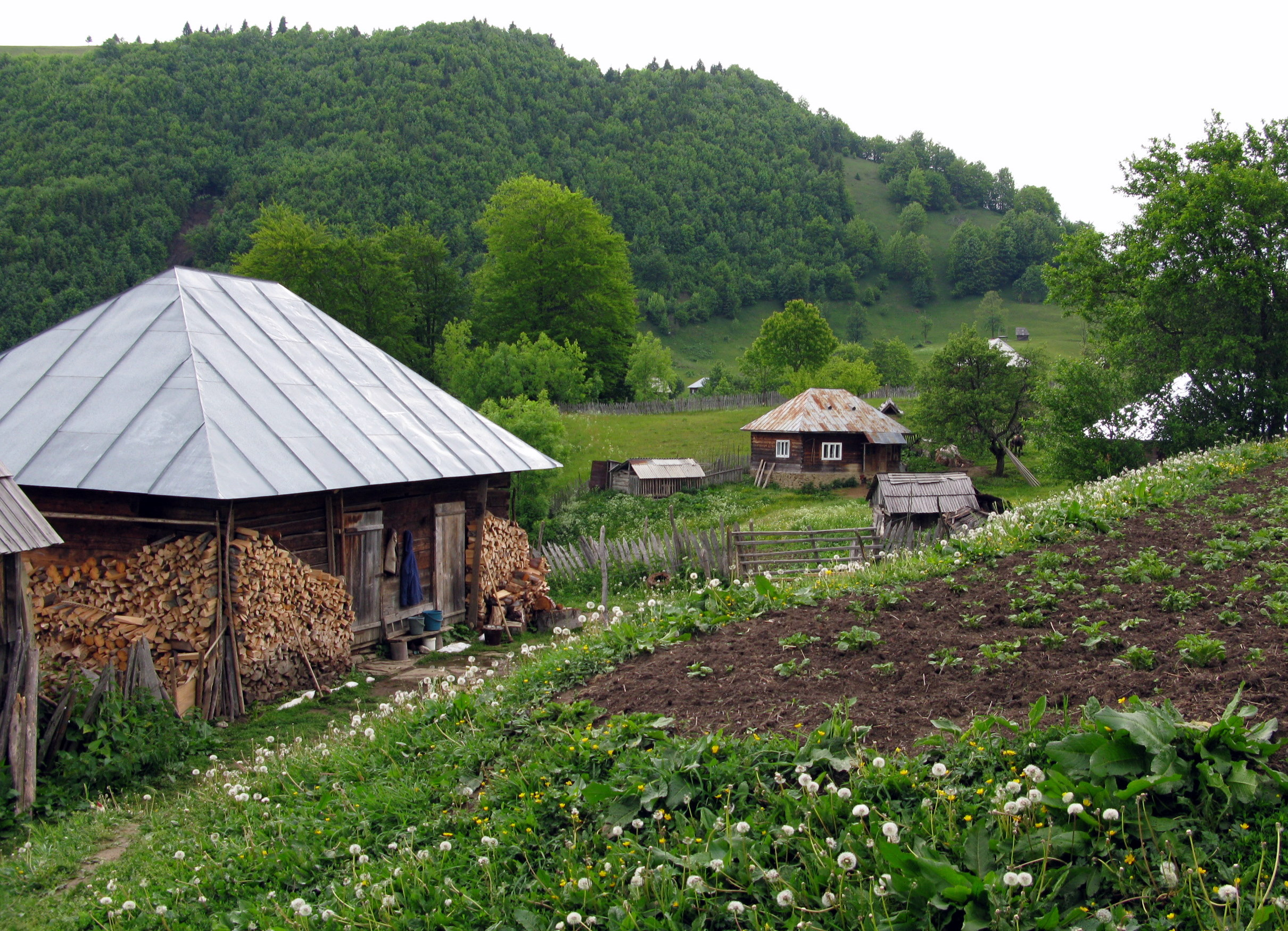
Mái nhà bằng tôn thép không gỉ là thuộc vào loại rất mát.

Mái làm bằng nhựa nhiệt dẻo màu trắng (PVC và TPO), vốn đã có khả năng phản chiếu tốt, đạt được độ phản xạ và phát xạ cao. Chẳng hạn, một mái nhà làm bằng nhựa nhiệt dẻo màu trắng, có thể phản xạ 80% hoặc nhiều hơn các tia nắng Mặt Trời và phát xạ ít nhất 70% bức xạ Mặt Trời mà mái nhà hấp thụ. Một mái nhà làm bằng nhựa đường chỉ phản xạ từ 6 đến 26% bức xạ Mặt Trời.
Ngoài nhựa nhiệt dẻo PVC và TPO màu trắng được sử dụng trong nhiều ứng dụng mái mát thương mại, còn có nghiên cứu về nhựa đường mát. Nhựa đường chiếm phần lớn thị trường lợp mái nhà ở Bắc Mỹ do sở thích của người tiêu dùng đối với màu tối. Việc này tạo ra một thách thức đặc biệt trong việc phát triển nhựa đường có khả năng phản xạ tốt. Nhựa đường thông thường chỉ có độ phản xạ từ 4% đến 26%. Để đáp ứng nhu cầu của người tiêu dùng về màu tối hơn, mà vẫn phản chiếu lượng ánh sáng Mặt Trời đáng kể, có thể sử dụng các vật liệu khác nhau, các quy trình phủ và sắc tố khác nhau. Vì chỉ có 43% năng lượng Mặt Trời nằm ở vùng phổ ánh sáng khả kiến, độ phản xạ có thể được cải thiện, ở các vùng phổ không khả kiến, mà không ảnh hưởng đến màu sắc. Độ nhám bề mặt cao cũng có thể góp phần làm tăng sự hấp thụ năng lượng Mặt Trời. Để giảm điều này, các vật liệu hạt có độ nhám thấp hơn đang được nghiên cứu, chẳng hạn như mảnh đá phẳng. Một cách khác là sử dụng quy trình phủ kép: lớp phủ bên ngoài sẽ có sắc tố màu mong muốn, mặc dù nó có thể không phản chiếu nhiều, trong khi lớp phủ bên trong là lớp phủ titan dioxide có độ phản chiếu cao.
Một trong các loại mái mát, có chỉ số SRI rất cao, là mái bằng thép không gỉ, cho phép nhiệt độ mái chỉ nóng hơn vài độ C so với môi trường, trong điều kiện gió thổi trung bình. SRI của thép không gỉ nằm trong khoảng từ 100 đến 115. Một số loại thép không gỉ cũng kỵ nước, nên chúng sạch sẽ và duy trì SRI ban đầu ngay cả trong môi trường bị ô nhiễm.

### Mái được phủ phản quang
Một mái nhà đang có sẵn (hoặc mới) có thể được phủ lớp phản quang để làm tăng độ phản chiếu. Xếp hạng về độ phản xạ và độ phát xạ của hơn 500 lớp phủ phản quang có thể được tìm thấy trong danh sách được duy trì bởi Hội đồng Đánh giá Mái nhà Mát.

### Mái nhà xanh lam và đỏ

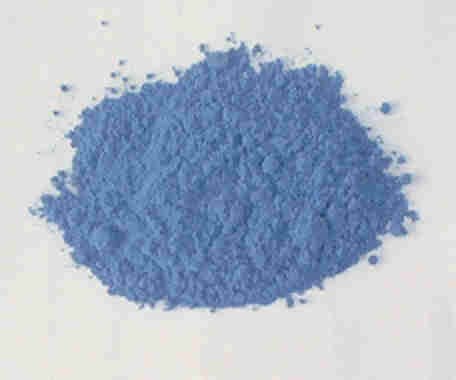
Màu xanh lam Ai Cập.

Các nhà nghiên cứu tại Phòng thí nghiệm quốc gia Lawrence Berkeley đã xác định rằng một sắc tố được sử dụng bởi người Ai Cập cổ đại được gọi là "màu xanh lam Ai Cập" hấp thụ ánh sáng khả kiến và phát ra bức xạ cận hồng ngoại. Nó có thể hữu ích trong vật liệu xây dựng để giữ cho mái nhà và tường mát mẻ.
Họ cũng đã phát triển lớp phủ màu đỏ ruby huỳnh quang có đặc tính phản chiếu tương tự như mái nhà màu trắng.

### Mái nhà cây xanh

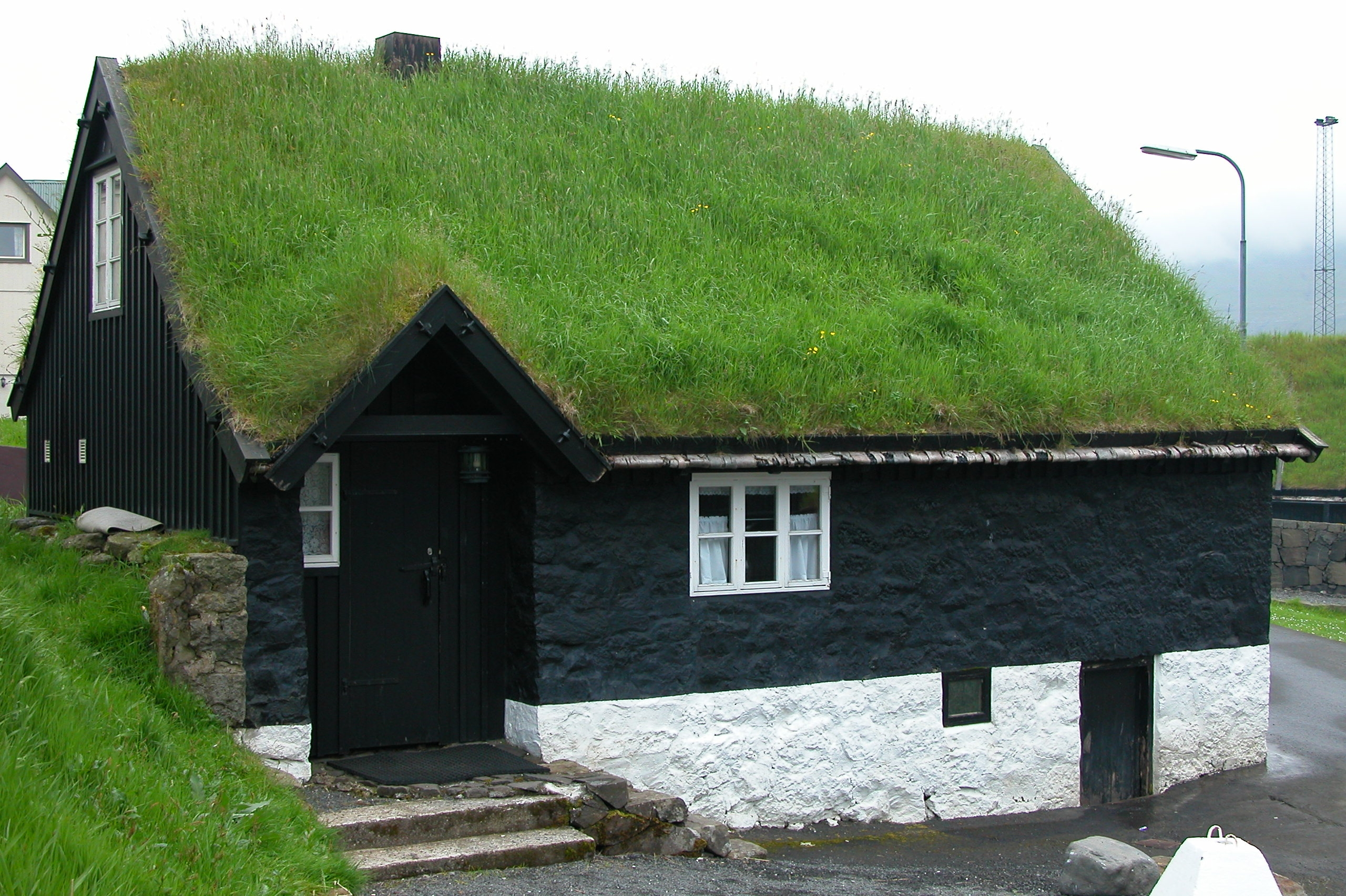
Mái nhà cây xanh ở đảo Faroe.

Mái nhà cây xanh, hay mái nhà thảm thực vật, là thuật ngữ dành cho các mái nhà được trồng cây. Chúng có khả năng tạo một lớp cách nhiệt giúp giảm dòng nhiệt vào tòa nhà. Độ phản xạ của mái nhà xanh lục khác nhau tùy thuộc vào loại cây, thường là 0,3 đến 0,5. Mái nhà xanh lục có thể không phản chiếu nhiều như mái nhà mát nhưng có những lợi ích khác như thoát hơi nước làm mát cây và khu vực ngay xung quanh cây, giúp giảm nhiệt độ trên mái nhà cùng lúc tăng độ ẩm một cách tự nhiên. Một số mái nhà xanh lục cần được bảo trì như tưới nước thường xuyên.

## Nghiên cứu điển hình
Nếu tất cả các đô thị, mái bằng ở vùng khí hậu ấm áp được làm trắng, kết quả phản xạ toàn cầu tăng 10%, và sẽ bù đắp cho hiệu ứng ấm lên của 24 tỷ tấn khí thải nhà kính, hoặc tương đương với việc bỏ đi 300 triệu xe hơi ra đường trong 20 năm. 93 mét vuông mái trắng sẽ bù cho 10 tấn carbon dioxide trong vòng 20 năm.
Trong một nghiên cứu trên ứng dụng thực tiễn năm 2008  về làm mát quy mô lớn từ việc tăng độ phản xạ, toàn bộ Tỉnh Almeria, miền Nam Tây Ban Nha, đã được làm mát hơn đến 1,6 °C trong khoảng thời gian 20 năm so với các khu vực xung quanh, nhờ vào việc lắp đặt các nhà kình có phủ polythene trên một khu vực rộng lớn mà trước đó là sa mạc. Vào mùa hè, nông dân quét vôi những mái nhà này để làm mát cây trồng bên trong.

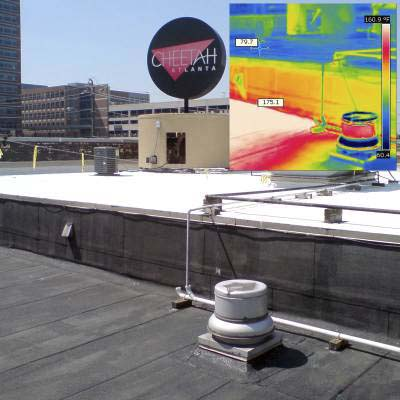
Sơn trắng mái nhà giúp giảm chi phí điều hòa không khí, đồng thời hỗ trợ làm mát Trái Đất. Trong hình có ảnh nhiệt so sánh nhiệt độ giữa phần mái màu đen và mái màu trắng. Bên màu trắng mát hơn bên đen tới 35 độ C.

Trong một nghiên cứu liên bang năm 2001, Phòng thí nghiệm quốc gia Lawrence Berkeley (LBNL) đã đo và tính toán mức giảm nhu cầu năng lượng vào giờ cao điểm, khi áp dụng mái nhà mát. LBNL nhận thấy rằng, so với màng lợp cao su màu đen nguyên bản trên tòa nhà bán lẻ Texas được nghiên cứu, việc bổ sung màng vinyl giúp giảm trung bình là 24 °C (75,2  °F) nhiệt độ bề mặt mái, giảm 11% mức tiêu thụ năng lượng điều hòa không khí và giảm 14% nhu cầu năng lượng giờ cao điểm. Nhiệt độ trung bình hàng ngày của bề mặt mái đen là 75 °C (167 °F), nhưng một khi được trang bị thêm bề mặt phản chiếu màu trắng, nhiệt độ giảm còn 52 °C (126 °F). Chưa cần xét đến bất kỳ lợi ích thuế hoặc phí tiện ích khác, chi phí năng lượng hàng năm đã giảm $7200 hoặc $0,07/foot vuông. Các dụng cụ đo, được dùng trong thí nghiệm, đo đạc điều kiện thời tiết trên mái nhà, và đo nhiệt độ bên trong tòa nhà và tại các lớp mái nhà, cũng như tại điều hòa không khí và đo tổng mức tiêu thụ điện của tòa nhà. Các phép đo được thực hiện với màng lợp cao su màu đen ban đầu trên mái nhà, và sau đó thay thế bằng một tấm nhựa vinyl màu trắng ở mái nhà, trong cùng điều kiện về hệ thống cách nhiệt và hệ thống HVAC. Qua một năm thu thập dữ liệu, nhiều dữ liệu sai sót đã bị loại bỏ. Chỉ còn lại dữ liệu tốt cho 36 ngày đo liên tục với mái nhà cao su đen, và 28 ngày đo không liên tục với mái nhà vinyl trắng.
Một nghiên cứu khác, tiến hành trong năm 2009 và xuất bản năm 2011, được hoàn thành bởi Ashley-McGraw Architects và CDH Energy Corp cho New York, đánh giá hiệu quả năng lượng của một mái nhà trồng cây xanh, một mái nhà EPDM tối màu, và mái TPO trắng phản chiếu tốt. Kết quả đo được cho thấy hệ thống mái nhà cây xanh và TPO có nhiệt độ mái thấp hơn nhiều so với bề mặt EPDM thông thường. Việc giảm hấp thụ năng lượng mặt trời làm giảm chi phí làm mát trong mùa hè nhưng lại làm tăng chi phí sửa ấm trong mùa đông. So với màng EPDM, mái TPO có tổn thất nhiệt cao hơn 30% và mái trồng cây có tổn thất cao hơn 23%.
Một nghiên cứu năm 2012, tại Đại học Concordia, đã ước tính rằng việc triển khai mái nhà mát và vỉa hè mát trong các thành phố sẽ tạo ra hiệu ứng làm mát toàn cầu tương đương với việc bù đắp tới 150 tỷ tấn khí thải cacbon dioxide - tương đương với việc loại bỏ toàn bộ các xe cộ trên thế giới trong vòng 50 năm.
Một nghiên cứu năm 2020, tại Đại học California Los Angeles (UCLA), chỉ ra rằng những loại sơn phủ làm mát tốt nhất trên thị trường chỉ phản xạ khoảng 85% lượng bức xạ mặt trời. Lượng bức xạ 15% còn lại bị hấp thụ bởi lớp sơn làm mát vì sơn, vốn chứa Titan dioxide (hợp chất thường dùng trong kem chống nắng), có xu hướng hấp thụ tia tử ngoại (UV) và ánh sáng tím trong phổ khả kiến. Những nhà khoa học tại Đại học California Los Angeles đã đề xuất dùng những hoạt chất như barit, thường được dùng làm pigment pha màu, và Polytetrafloetylen (Teflon). Hai loại hợp chất này không hấp thụ mà giúp phản xạ tia tử ngoại. Đồng thời, công thức sơn làm mát này giảm lượng chất liên kết polymer, giúp giảm hấp thụ nhiệt.

## Chương trình thúc đẩy

### Chính phủ liên bang Hoa Kỳ
Vào tháng 7 năm 2010, Bộ Năng lượng Hoa Kỳ đã công bố một loạt các sáng kiến để triển khai rộng rãi hơn các công nghệ mái mát trên các cơ sở và tòa nhà DOE trên toàn quốc. Là một phần của những nỗ lực mới, DOE sẽ lắp đặt mái nhà mát, bất cứ khi nào có hiệu quả về chi phí trong suốt vòng đời của mái nhà, mỗi khi xây dựng một mái nhà mới hoặc thay thế một mái nhà cũ tại một cơ sở DOE.
Vào tháng 10 năm 2013, Bộ Năng lượng Hoa Kỳ đã xếp hạng kỹ thuật ứng dụng mái nhà mát trong xây dựng là đứng thứ 53 trên 100 chiến lược năng lượng hiệu quả. "Các vùng khí hậu khác nhau có thể ảnh hưởng đến các hiệu quả khác nhau của mái mát. Mái nhà mát có lợi hơn ở vùng khí hậu ấm hơn và có thể khiến tiêu thụ năng lượng sưởi ấm tăng lên ở vùng khí hậu lạnh hơn. Mái nhà mát có tác dụng ít hơn với những cách nhà cách nhiệt tốt hơn. Bộ trưởng Bộ Năng lượng đã chỉ đạo tất cả các văn phòng của Bộ Năng lượng Hoa Kỳ (DOE) lắp đặt mái nhà mát, khi có hiệu quả về chi phí trong vòng đời của mái, mỗi khi xây mái mới hoặc khi thay mái cũ tại các cơ sở DOE. Các cơ quan liên bang khác cũng được khuyến khích làm điều tương tự."
Tuy nhiên, có những tiêu chuẩn ở Hoa Kỳ không bắt buộc sử dung mái mát ở một số vùng khí hậu.
Hướng dẫn thiết kế năng lượng tiên tiến đã được phát triển với sự hợp tác của ASHRAE (Hiệp hội kỹ sư máy sưởi, điện lạnh và điều hòa không khí Hoa Kỳ), AIA (Viện kiến trúc sư Hoa Kỳ), IESNA (Hiệp hội kỹ thuật chiếu sáng Bắc Mỹ), USGBC (Hội đồng Công trình Xanh Hoa Kỳ) và Bộ Năng lượng Hoa Kỳ năm 2011. Những hướng dẫn này nhằm mục đích đạt được 50% tiết kiệm năng lượng, và dần tiến tới đạt được các tòa nhà không tiêu thụ năng lượng, bao gồm các loại tòa nhà văn phòng vừa và nhỏ, tòa nhà bán lẻ từ trung bình đến lớn, bệnh viện lớn và trường học. Trong Vùng Khí hậu Số 4 trở lên, các mái nhà phản xạ được khuyến nghị là tuân theo tiêu chuẩn ASHRAE 90.1. Tiêu chuẩn này hiện không yêu cầu bắt buộc mái nhà phải có khả năng phản chiếu tốt. Như vậy trong Vùng Khí hậu Số 4 trở lên, mái nhà mát không phải là chiến lược thiết kế được đề xuất.
Hướng dẫn cải tiến năng lượng nâng cao khác đã được phát triển với sự hợp tác của DOE (Bộ năng lượng Hoa Kỳ) và PNNL (Phòng thí nghiệm quốc gia Tây Bắc Thái Bình Dương) vào năm 2011. Những hướng dẫn này nhằm mục đích cải thiện tiêu thụ năng lượng của các tòa nhà văn phòng và bán lẻ. Mái nhà mát không được khuyến khích cho tất cả các vị trí. Ví dụ, biện pháp này có thể hiệu quả hơn về mặt chi phí ở vùng khí hậu nóng và ẩm, hơn là ở vùng rất lạnh. Đối với các tòa nhà nằm ở vùng khí hậu ấm áp, biện pháp này đáng để xem xét.
Theo "Hướng dẫn chọn mái nhà mát" của Hoa Kỳ: các mái nhà mát phải được xem xét trong bối cảnh môi trường xung quanh. Đặt câu hỏi này trước khi lắp đặt một mái nhà mát: ánh sáng mặt trời phản chiếu sẽ đi về đâu? Một mái nhà sáng có thể phản chiếu ánh sáng và nhiệt vào các cửa sổ cao hơn của các tòa nhà lân cận. Trong điều kiện nắng, điều này có thể gây ra ánh sáng chói khó chịu và sức nóng không mong muốn cho khu vực xung quanh. Nhiệt dư thừa do sự phản xạ làm tăng sử dụng năng lượng điều hòa không khí, làm giảm lợi ích tiết kiệm năng lượng của mái nhà mát.
Cũng theo "Hướng dẫn chọn mái nhà mát" của Hoa Kỳ: "Khi một mái nhà mát trở nên bẩn thỉu, độ phản xạ sẽ giảm, dẫn đến nhiệt độ mái cao hơn. Mái nhà bẩn có thể kém phản xạ hơn đáng kể so với nhãn sản phẩm chỉ ra. Bụi bẩn có thể được giảm bằng cách không cho người đi lại trên mái. Mái dốc tích tụ bụi bẩn ít hơn, vì nước mưa có thể dễ dàng rửa trôi rác bẩn hơn. Một số bề mặt mái mát có thể tự làm sạch, và có thể giữ lại độ phản xạ tốt hơn. Làm sạch một mái nhà mát có thể khôi phục phản xạ gần với điều kiện lắp đặt của nó. Luôn luôn kiểm tra với nhà sản xuất mái nhà của bạn để biết quy trình làm sạch thích hợp, vì một số phương pháp có thể làm hỏng mái nhà của bạn. Nói chung là chi phí để làm sạch mái nhà thường cao hơn chi phí tiết kiệm được nhờ giảm tiêu thụ năng lượng, nên việc làm sạch mái nhà có thể được tích hợp như một phần trong chương trình bảo trì thường xuyên của mái nhà. Do đó, tốt nhất là, ngay khi đầu tư và lắp đặt, cần ước tính tiết kiệm năng lượng dựa trên các giá trị phản xạ thực tiễn, thấp hơn giá trị của mái sạch. " 

### Máy tính tiết kiệm mái nhà
Máy tính tiết kiệm mái nhà (RSC) là một công cụ được phát triển bởi Phòng thí nghiệm quốc gia Oak Ridge của Bộ Năng lượng Hoa Kỳ, ước tính tiết kiệm làm mát và sưởi ấm cho các ứng dụng mái dốc thấp với bề mặt trắng và đen.
Công cụ này là sự hợp tác của Phòng thí nghiệm quốc gia Oak Ridge và Phòng thí nghiệm quốc gia Lawrence Berkeley nhằm hỗ trợ tính toán khi lắp đặt mái nhà mát, theo hiểu biết đã được đồng thuận trong ngành xây dựng, áp dụng cho cả tòa nhà dân cư và thương mại. Nó sẽ tính ra mức độ tiết kiệm năng lượng ròng hàng năm (tiết kiệm năng lượng làm mát trừ đi các chi phí sưởi ấm tăng lên) và do đó chỉ áp dụng cho các tòa nhà có hệ thống sưởi và/hoặc làm mát.

### Energy Star
Energy Star là một chương trình hợp tác của Cơ quan Bảo vệ Môi trường Hoa Kỳ và Bộ Năng lượng Hoa Kỳ, được thiết kế để giảm phát thải khí nhà kính, và giúp các doanh nghiệp và người tiêu dùng tiết kiệm tiền bằng cách lựa chọn sản phẩm tiết kiệm năng lượng.
Đối với các ứng dụng mái dốc thấp, sản phẩm mái đủ điều kiện cho nhãn Ngôi sao năng lượng, trong Chương trình Sản phẩm mái, phải có độ phản xạ khi mới dùng ít nhất là 0,65 và độ phản xạ sau một thời gian lão hóa ít nhất là 0,5, theo quy trình thử nghiệm của EPA. Bảo hành cho các sản phẩm mái phản xạ phải giống như bảo hành cho các sản phẩm mái không phản xạ tương đương, theo tiêu chuẩn của công ty cung cấp sản phẩm và các tiêu chuẩn ngành.
Không giống như các sản phẩm được xếp hạng Energy Star khác, chẳng hạn như các thiết bị gia đình, việc xếp hạng này không áp dụng cho toàn bộ hệ thống mái, mà chỉ danh cho bề mặt bên ngoài. Người tiêu dùng có thể tin rằng nhãn Energy Star có nghĩa là mái nhà của họ tiết kiệm năng lượng; tuy nhiên, thử nghiệm không nghiêm ngặt như tiêu chuẩn thiết bị gia đình, và không bao gồm các thành phần bổ sung của mái nhà (ví dụ cấu trúc mái, hàng rào chống cháy, cách nhiệt, chất kết dính, ốc vít). Tuyên bố từ chối trách nhiệm được đăng trên trang web của Energy Star: "Mặc dù có những lợi ích vốn có trong việc sử dụng tấm lợp phản quang, trước khi chọn sản phẩm lợp mái dựa trên tiết kiệm năng lượng dự kiến, người tiêu dùng nên xem xét kết quả tính toán dự kiến bởi "Máy tính tiết kiệm mái nhà" của Bộ Năng lượng tại www.roofcalc.com. Xin nhớ tiết kiệm năng lượng có thể đạt được với tấm lợp phản chiếu phụ thuộc nhiều vào thiết kế của tòa nhà, kỹ thuật cách nhiệt được sử dụng, điều kiện khí hậu, vị trí tòa nhà và hiệu quả của vỏ bọc công trình. " 
| Độ dốc        | Độ phản xạ tối thiểu | Độ phát xạ tối thiểu | SRI tối thiểu |
| Energy Star   | Energy Star          | Energy Star          | Energy Star   |
| ------------- | -------------------- | -------------------- | ------------- |
| Thấp, ban đầu | 0,65                 |                      |               |
| Thấp, lão hóa | 0,50                 |                      |               |
| Dốc, ban đầu  | 0,25                 |                      |               |
| Dốc, lõa hóa  | 0,15                 |                      |               |
| Green Globe   |                      |                      |               |
| Thấp          |                      |                      | 78            |
| Dốc           |                      |                      | 29            |
| LEED          |                      |                      |               |
| Thấp          |                      |                      | 78            |
| Dốc           |                      |                      | 29            |

### Green Globe
Hệ thống Green Globe được sử dụng ở Canada và Hoa Kỳ. Tại Hoa Kỳ, Green Globe được sở hữu và vận hành bởi Sáng kiến Công trình Xanh (GBI). Tại Canada, phiên bản dành cho các tòa nhà đã xây được sở hữu và vận hành bởi BOMA Canada dưới tên thương hiệu 'Go Green' (Visez vert).
Green Globe sử dụng tiêu chí điểm chuẩn hiệu suất để đánh giá mức tiêu thụ năng lượng của tòa nhà, so sánh thiết kế tòa nhà với dữ liệu được tạo bởi Target Finder của EPA, phản ánh hiệu suất của tòa nhà thực sự. Các tòa nhà có thể được chấm điểm từ một đến bốn quả cầu. Đây là một hệ thống trực tuyến; thông tin của tòa nhà được xác minh bởi một kỹ sư hoặc kiến trúc sư được cấp phép và được đào tạo của Green Globe. Để đủ điều kiện xếp hạng, vật liệu lợp phải có độ phản xạ mặt trời ít nhất là 0,65 và độ phát xạ ít nhất là 0,90. Cơ sở vật lý của độ phát xạ cao là đáng nghi ngờ, vì nó chỉ mô tả một vật liệu dễ dàng tỏa nhiệt ở bước sóng hồng ngoại ra môi trường, góp phần vào hiệu ứng nhà kính. Vật liệu có độ phản xạ cao, và độ phát xạ thấp sẽ tốt hơn nhiều trong việc giảm tiêu thụ năng lượng.

### LEED
Hệ thống xếp hạng Lãnh đạo Thiết kế Môi trường và Năng lượng (LEED) của Hội đồng Công trình Xanh Hoa Kỳ là một tiêu chuẩn quốc gia tự nguyện, liên tục cập nhật để phát triển các tòa nhà bền vững và có hiệu suất cao. LEED cung cấp các tiêu chuẩn để lựa chọn sản phẩm trong thiết kế các tòa nhà, nhưng không chứng nhận sản phẩm.
Không giống như mã xây dựng, chẳng hạn như Mã xây dựng quốc tế, chỉ các thành viên của USGBC và các ủy ban "nội bộ" cụ thể mới có thể thêm, bớt hoặc chỉnh sửa tiêu chuẩn, dựa trên quy trình đánh giá nội bộ. Các mã xây dựng mô hình được bầu chọn bởi các thành viên và ủy ban "nội bộ", nhưng cho phép nhận xét từ công chúng trong mỗi chu kỳ phát triển mã, tại các phiên điều trần công khai, thường được tổ chức nhiều lần trong năm.
Theo phiên bản LEED 2009, để nhận được Tín dụng Cơ sở Bền Vững 7.2 Mái nhà Hiệu ứng Đảo Nhiệt, ít nhất 75% bề mặt của mái nhà phải sử dụng vật liệu có chỉ số phản xạ mặt trời (SRI) ít nhất là 78. Tiêu chí này cũng có thể được đáp ứng bằng cách lắp đặt một mái nhà có thảm thực vật cho ít nhất 50% diện tích mái nhà, hoặc kết hợp giữa mái nhà có albedo cao và mái nhà có thảm thực vật theo công thức: (diện tích mái đáp ứng SRI tối thiểu / 0,75) + (diện tích mái thảm thực vật / 0,5) ≥ tổng diện tích mái.
Ví dụ về các tòa nhà được chứng nhận LEED, với mái phản chiếu màu trắng, được trình bày ở bảng bên dưới.
| Tên tòa nhà                                      | Chủ nhân                                                 | Vị trí                    | Cấp độ LEED |
| ------------------------------------------------ | -------------------------------------------------------- | ------------------------- | ----------- |
| Trung tâm dịch vụ Wildomar                       | Nam California Edison                                    | Wildomar, California      | Bạch kim    |
| Trường Khoa học & Quản lý Môi trường Donald Bren | Đại học California, Santa Barbara                        | Santa Barbara, California | Bạch kim    |
| Trung tâm dịch vụ Frito-Lay Jim Rich             | Công ty Frito-Lay                                        | Rochester, New York       | Vàng        |
| Tòa nhà đa chức năng                             | Cơ quan Công trình công cộng và Dịch vụ chính phủ Canada | Montreal, Quebec          | Vàng        |
| Thư viện trung tâm Seattle                       | Thành phố Seattle                                        | Seattle, Washington       | Bạc         |
| Tổ hợp trụ sở xã hội địa lý quốc gia             | Hội Địa lý Quốc gia Hoa Kỳ                               | Washington DC             | Bạc         |
| Bầu dục Olympic Utah                             | Ban tổ chức Thế vận hội Olympic thành phố Salt Lake 2002 | Thành phố Salt Lake, Utah | Chứng nhận  |
| Trụ sở chính của Tập đoàn ô tô Bắc Mỹ            | Công ty ô tô Ford                                        | Irvine, California        | Chứng nhận  |

### Hội đồng đánh giá mái mát
Hội đồng đánh giá mái mát  (CRRC) đã tạo ra một hệ thống xếp hạng để đo lường và báo cáo về độ phản xạ và độ phát xạ của các sản phẩm lợp mái. Hệ thống này chứa một thư mục trực tuyến gồm hơn 850 sản phẩm lợp, dành cho các nhà cung cấp dịch vụ năng lượng, các cơ quan quản lý mã xây dựng, các kiến trúc sư, các nhà đầu tư, các chủ sở hữu công trình, các nhà quy hoạch,... CRRC tiến hành thử nghiệm ngẫu nhiên mỗi năm để đảm bảo độ tin cậy của thư mục xếp hạng.
Chương trình xếp hạng của CRRC cho phép các nhà sản xuất và người bán hàng dán nhãn thích hợp cho các sản phẩm lợp của họ theo các đặc tính CRRC cụ thể. Tuy nhiên, chương trình không quy định các yêu cầu tối thiểu đối với độ phản xạ hoặc phát xạ.

### Mái nhà mát Châu Âu và các nước khác
Dự án Mái nhà mát Châu Âu được Liên minh Châu Âu đồng tài trợ trong khuôn khổ Chương trình Năng lượng Thông minh Châu Âu. Mục đích là tạo ra và thực hiện Kế hoạch hành động cho những mái nhà mát ở Châu Âu. Các mục tiêu cụ thể là: hỗ trợ phát triển chính sách bằng cách chuyển giao kinh nghiệm và nâng cao hiểu biết về những đóng góp thực tế và tiềm năng của các mái nhà mát đối với tiêu thụ sưởi ấm và làm mát ở Châu Âu; để loại bỏ và đơn giản hóa các thủ tục lắp đặt mái mát trong xây dựng; thay đổi hành vi của những người ra quyết định và các bên liên quan để cải thiện khả năng chấp nhận của những mái nhà mát; để phổ biến và thúc đẩy sự phát triển của luật pháp, quy tắc, giấy phép và tiêu chuẩn đổi mới, bao gồm các thủ tục áp dụng, giấy phép xây dựng và quy hoạch liên quan đến mái nhà mát. Công việc sẽ được phát triển theo bốn trục: kỹ thuật, thị trường, chính sách và người dùng cuối.
Ở vùng nhiệt đới của Úc, tấm mạ kẽm (bạc) (thường là tôn) không phản xạ nhiệt tốt như màu trắng thực sự "mát", đặc biệt là khi các bề mặt kim loại không phát xạ tia hồng ngoại trở lại bầu trời. Xu hướng thời trang làm cho việc sử dụng các tấm lợp nhôm màu tối đang phổ biến hơn.

### NYC ° CoolRoofs

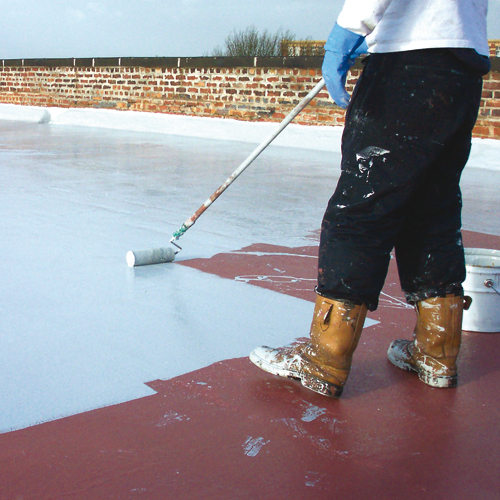
Công nhân quét sơn trắng mái nhà.

NYC ° CoolRoofs là một sáng kiến của thành phố New York để phủ trắng các mái nhà bởi các tình nguyện viên. Chương trình bắt đầu vào năm 2009 như là một phần của PlaNYC, và đã góp phần phủ trắng 5 triệu foot vuông của các mái nhà ở New York. Vào thứ Tư, ngày 25 tháng 9 năm 2013, Thị trưởng Michael R Bloomberg tuyên bố đó là "Ngày NYR ° CoolRoofs" tại thành phố New York với lớp phủ của tòa nhà thứ 500, giúp giảm hơn 2000 tấn cacbon điôxit. Các tình nguyện viên sử dụng cọ sơn và con lăn để phủ một lớp acrylic trắng, đàn hồi cho các mái nhà. Một nghiên cứu của Đại học Columbia năm 2011 về mái nhà được phủ trong chương trình cho thấy mái nhà màu trắng có nhiệt độ trung bình giảm 43 độ F khi so sánh với mái nhà màu đen.

### Dự án Mái Trắng
Dự án Mái Trắng là một sáng kiến toàn quốc của Hoa Kỳ  nhằm giáo dục và trao quyền cho các cá nhân  phủ trắng mái nhà. Hoạt động tiếp cận của chương trình  đã giúp hoàn thành các dự án mái trắng ở hơn 20 tiểu bang của Hoa Kỳ và năm quốc gia khác, vận động được hàng ngàn tình nguyện viên và tài trợ cho hàng trăm mái nhà phi lợi nhuận và thu nhập thấp.